# Llengua me'en
Me'en (anomenat també Mekan, Mie'en, Mieken, Meqan, Men) és una llengua niloticosahariana del grup súrmic, parlada al sud-est d'Etiòpia, pels me'en. Anteriorment, aquesta llengua utilitzava alfabet amhàric, però el 2007 es va adaptar l'alfabet llatí. Les variants dialectals inclouen el bodi (podi) i el tixena (texina, texenna).

## Descripció lingüística
Me'en és l'única llengua súrmica que té consonants ejectives. Existeixen algunes descripcions raonables de part de la seva gramàtica editades pel lingüista Hans-Georg Will, encara que el treball de Conti Rossini és menys confiable, ja que és el treball d'un no-lingüista.